# Bryan Crabtree
Bryan James Crabtree (* 18. Juni 1974 in Winfield (Illinois)) ist ein ehemaliger US-amerikanischer Basketballspieler.

## Leben
Der 2,02 Meter große Crabtree spielte von 1993 bis 1997 an der Illinois Wesleyan University in seinem Heimatland. Für die Hochschulmannschaft der dritten NCAA-Division steigerte er seine Punktausbeute pro Spiel in jedem Jahr von 10,8 (1993/94) auf 22,6 (1996/97). Er wurde von der Vereinigung der US-Basketballtrainer NABC als Spieler des Jahres 1997 in der NCAA 3 ausgezeichnet, nachdem er mit Illinois Wesleyan den Meistertitel der Collegeliga gewonnen und im Endspiel 28 Punkte erzielt hatte. Crabtree war als mehr als zwei Meter messender Flügelspieler mit Fähigkeiten ausgestattet, die jenen eines Spielmachers ähnelten. Mit 1871 Punkten setzte er sich auf den dritten Rang der ewigen Korbjägerliste der Illinois Wesleyan University.
Er begann seine Laufbahn als Profispieler in Tschechien bei BK Opava und gewann mit der Mannschaft im Frühjahr die Landesmeisterschaft. Mit dem tschechischen Verein nahm der US-Amerikaner auch am Europapokalbewerb EuroCup teil. In der Saison 1998/99 spielte Crabtree zunächst bei Basket Bayreuth in der deutschen Basketball-Bundesliga. Er erzielte in elf Bundesliga-Partien im Schnitt 18,6 Punkte, seine Bestleistung in einer Begegnung waren 41 Punkte, die er im Duell mit Würzburg um Dirk Nowitzki aufstellte. Da Bayreuth aber die wirtschaftlichen Mittel fehlten, Crabtree bis zum Saisonende zu bezahlen, kehrte er im Januar 1999 zu BK Opava zurück.
Er wechselte 2000 zu Benfica Lissabon nach Portugal. Zwischen 2001 und 2003 spielte er bei UD Oliveirense, ebenfalls in Portugal. In dieser Zeit gewann er mit der Mannschaft jeweils einmal den portugiesischen Pokalbewerb und den Ligapokal, 2003 wurde man Vizemeister. Auf europäischer Ebene trat er mit UD Oliveirense 2001/02 im Korac-Cup und 2002/03 im FIBA Europe Champions Cup an.
Im Oktober 2003 kehrte Crabtree, der in Portugal insbesondere wegen seiner Treffsicherheit beim Dreipunktwurf geschätzt wurde, zu Benfica Lissabon zurück. Nach dem Saisonende 2003/04 zog er sich aus dem Leistungssport zurück und wurde in seinem Heimatland in der Finanzwirtschaft beruflich tätig. Der studierte Betriebswirt gründete ein Unternehmen für Vermögensberatung.